# Tytthonyx insularis
Tytthonyx insularis es una especie de coleóptero de la familia Cantharidae.

## Distribución geográfica
Habita en Cuba.